# Juegos de la Lusofonía
Los Juegos de la Lusofonía (portugués: Jogos da Lusofonia) es un evento multinacional deportivo organizado por la ACOLOP, que reúne a atletas provenientes de países PALOP y lusófonos, aquellos pertenecientes a la CPLP (comunidad de Países de Lengua Oficial Portuguesa), aunque también participan aquellos donde existe una importante colonia portuguesa o que tuvieron un pasado común con Portugal.
En los juegos participan los países fundadores: Angola, Brasil, Cabo Verde, Timor Oriental, Guinea Bisáu, Macao (China), Mozambique, Portugal y Santo Tomé y Príncipe, así como los miembros asociados Guinea Ecuatorial, India, Sri Lanka y Ghana. Así como la isla de Flores en Indonesia han expresado su deseo de participar en los juegos. En la edición 2009 participaron unos 1.500 atletas de 12 países. Compitieron en 68 especialidades de 10 deportes.
Este evento es en concepto muy similar a los Juegos de la Commonwealth (para la comunidad anglohablante) así como los Juegos de la Francofonía (para los países francófonos) y los Juegos Iberoamericanos (para la comunidad hispanohablante y lusohablante).

## Ediciones
| Año  | Edición | Fecha             | País Sede  | Sede   | Atletas (naciones) |
| ---- | ------- | ----------------- | ---------- | ------ | ------------------ |
| 2006 | I       | 7 a 15 de octubre | Macao      | Macau  | 733 (11)           |
| 2009 | II      | 11 a 19 de julio  | Portugal   | Lisboa | 1300 (12)          |
| 2014 | III     | 18 a 29 de enero  | India      | Goa    | 7000 (12)          |
| 2018 | IV      |                   | Mozambique | Maputo | Cancelado          |
| 2021 | V       |                   | Angola     | Luanda |                    |

## Países participantes
- Portugal
- Angola
- Brasil
- Mozambique
- Cabo Verde
- Goa ( India)
- Santo Tomé y Príncipe
- Madeira
- Guinea-Bisáu
- Timor Oriental
- Macao ( China)
- Azores